# 香楠
（學名：Machilus zuihoensis）又名瑞芳楠，為臺灣特有的樟科楨楠属物種，其樹皮磨成粉後，可製成傳統祭祀用的線香，故稱之為「香楠」。模式標本由川上瀧彌於1907年在基隆堡瑞芳區（今新北市瑞芳區內）採集，種小名即源自瑞芳的日語羅馬拼音「Zuihо̄」。

## 型態

### 莖
常綠中喬木，幹有皮孔，小枝圓柱狀，有毛茸，後逐漸脫落。

### 芽
芽為鱗芽，成覆瓦狀，無毛或具黃褐色軟毛，剛萌芽的葉為淡黃綠色。

### 葉
單葉互生，葉為廣披針形，長7-14 cm，寬2.5-3.5 cm，紙質，先端銳尖至漸尖，基部銳尖或楔形，全緣，葉表為淡綠色，光滑無毛，不透光，背面稍帶灰綠色，具毛茸，中肋於葉表稍下凹且於葉背凸起，具7-14對側脈；葉柄長1-1.5 cm，初有毛，後光滑，搓揉後散發類似電線走火的味道。

### 花
花序為聚繖狀圓錐花序，頂生或近頂生，具毛茸；總花梗長10-18 cm；總苞為倒卵形，早落；小花梗長3 mm，具毛茸；花托長0.3-0.8 mm；有6枚花被片，各長3.7 mm，寬1.7 mm，內外側皆具毛茸；可孕性雄蕊9枚，著生於花被基部，花藥4室，第一和第二輪雄蕊無腺體，花絲長1.7 mm，為橢圓形，長1.3 mm，第三輪雄蕊長2.2 mm，花絲基部有腺體，第四輪雄蕊退化，成箭頭狀三角形，長1.5 mm；子房光滑無毛，長1.1 mm，花柱長2.5 mm，光滑，柱頭3裂；花期為12月至4月。

### 果
果實為黑色，直徑7-8毫米，基部具殘存之反捲花被片；果梗為鮮紅色；7至8月時成熟。

## 分布
香楠分佈於台灣本島北部海拔100至700公尺及中南部海拔100至1400公尺處。